# Regno di Narnia
(C.S. Lewis, Il cavallo e il ragazzo)
Il Regno di Narnia è un regno immaginario, ambientazione principale della Saga delle Cronache di Narnia, scritta da C.S. Lewis. Narnia, è un territorio abitato da creature parlanti e governato dagli esseri umani situato nella zona centro-orientale del continente di Narnia. Conosciuta per le sue foreste e le sue praterie, è uno dei più importanti regni del pianeta. Esso è inoltre caratterizzato dalla diffusione della Magia ed è protetto da Aslan, il quale viene citato nei racconti popolari ed è anche raffigurato nella bandiera del regno.

## Ispirazione

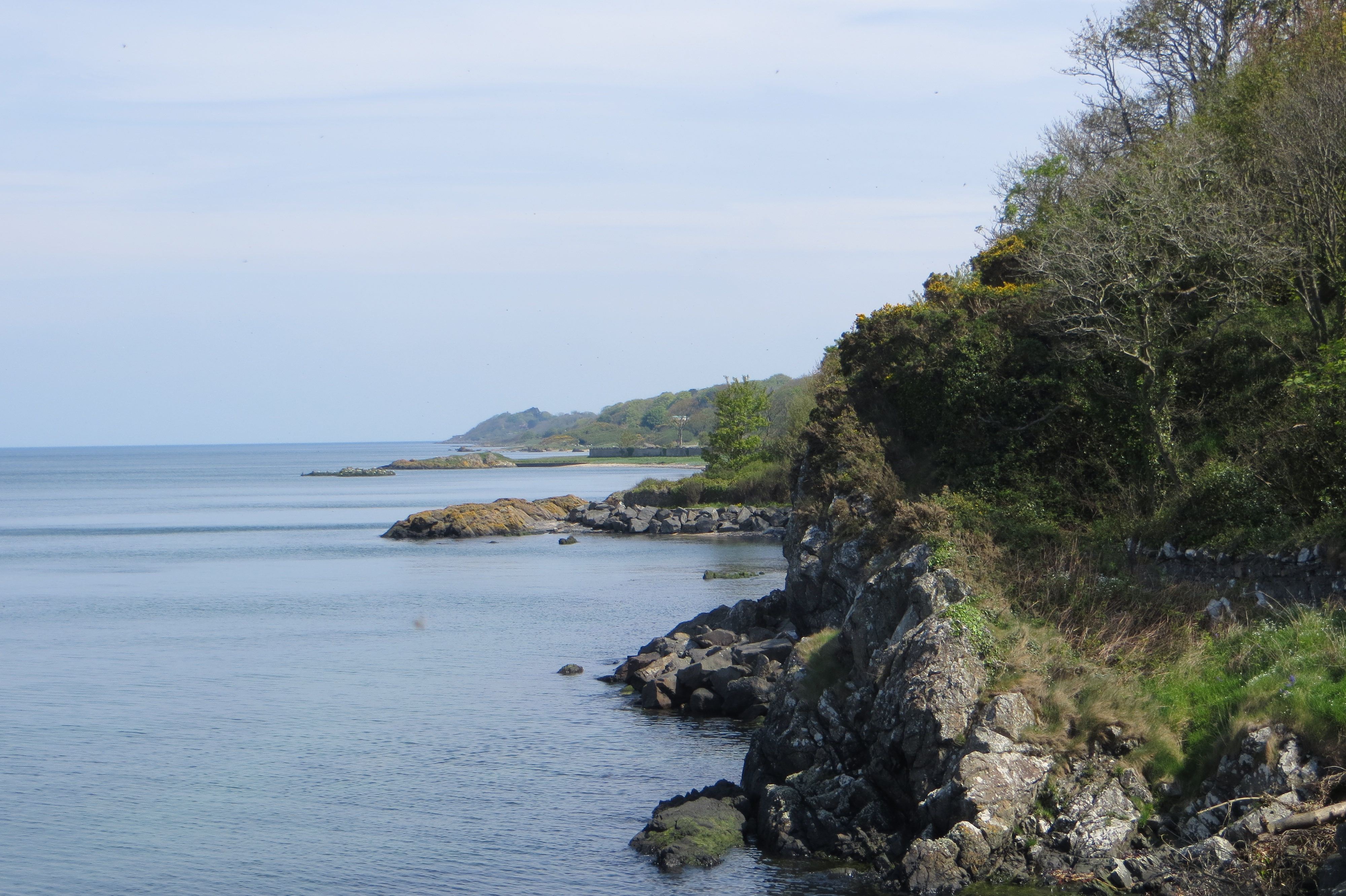
Costa della contea di Down

Si ritiene che vari luoghi in Irlanda siano fonte di ispirazione per i luoghi mitici appartenenti al Regno. Tuttavia, l'unico aspetto che, secondo Lewis, abbia ispirato la sua "idea di Narnia", è stata la vista delle montagne del Mourne da Rostrevor, nella contea di Down. A partire dal 1906, il giovane C.S. Lewis visitò molte volte la costa dell'Irlanda del Nord vicino a Portrush nel nord della Contea di Antrim. Negli anni successivi, Lewis ricordò i suoni del mare, le scogliere che si ergevano sopra di esso e le torri medievali in rovina del Castello di Dunluce che molti autori hanno ipotizzato possano aver ispirato la sua creazione di Cair Paravel.

## Geografia
Il Regno di Narnia si trova nel Mondo di Narnia, collegato al nostro tramite portali speciali. Il territorio di Narnia confina a nord fino al fiume Freccia (che funge da confine con Ettinsmoor), ad est con il Grande Mare Orientale, a sud con il regno di Archenland e ad ovest con il Bosco Occidentale. Il paese è ricoperto da boschi, pianure ed altipiani. Il territorio è attraversato dal Grande Fiume, il quale sorge dalla Sorgente Calderone e sfocia nel Grande Mare Orientale dando vita a numerosi affluenti come i fiumi Telmar, Archen e Rush. Durante il suo corso, esso genera una cascata detta Cascata Ghiacciata e forma i Guadi di Beruna, luogo di due grandi battaglie. Il bacino d'acqua più esteso è il Lago Ghiacciato. In Il leone, la strega e l'armadio i quattro ragazzi entrano nel mondo nella sua parte occidentale dove si trova il Lampione, il quale è considerato l'estremo limite dei domini di Narnia. La corona possiede anche dei possedimenti d'oltremare, ossia le Isole Solitarie, colonizzate fin dai tempi del primo regno di Frank I.. Il cuore economico del regno verge sul Grande Fiume, il cui corso attraversa il paese da nordovest fino al Grande Mare Orientale. La sede del governo è situata a Cair Paravel originariamente una penisola, poi isola, al delta del Grande Fiume sulla costa orientale di Narnia.

### Regioni di Narnia
- Piana della Lanterna
- Boschi Occidentali
- Bosco tremolante
- Guadi di Beruna
- Prato danzante
- Palude settentrionale

### Città
- Beruna: Beruna è cresciuta nei secoli proprio per la sua posizione strategica in quanto nel suo territorio sono situati dei guadi lungo il Grande Fiume. Quando Narnia fù conquistata da Telmar, i telmarini costruirono una nuova città ed un ponte.Ne Il principe Caspian, Susan Pevensie e Lucy Pevensie accompagnano Aslan al ponte, il quale viene distrutto dal dio del fiume su sua richiesta.
- Beaversdam: Una città che prende il nome dalla diga nell'area costruita dal signor e dalla signora Castoro, i quali incontrarono i 4 protagonisti de Il leone, la strega e l'armadio al loro arrivo a Narnia e condussero tre di loro alla Tavola di Pietra per incontrare Aslan, mentre Edmund li tradì alla Strega Bianca e fu poi salvato dai seguaci di Aslan. Il nome mantenne vivo il ricordo dei castori, anche se in tempi successivi si estinsero a Narnia. La comunità si sviluppò in un certo periodo di tempo tra l'anno 900 e la conquista dei Telmarini (a meno che i Telmarini non la chiamassero così in onore della storia della "Vecchia Narniana" dei Pevensie, il che è improbabile), ma esisteva ancora sotto il dominio dei Telmarini e sembrava aver ospitato la maggioranza dei la popolazione di discendenza telmarina. All'epoca in cui l'usurpatore Miraz purgò l'aristocrazia da chiunque potesse minacciare il suo governo, due fratelli che erano i signori di Beaversdam furono imprigionati in quanto accusati di pazzia.
- Chippingford: Viene menzionata brevemente all'inizio de L'ultima battaglia (Lewis), quando la scimmia Cambio mandò lì Enigma l'asino a comprare della frutta. È un nome britannico, composto come se derivasse dall'anglosassone Cēapungford che significa "guado del mercato".

## Storia

### Creazione e prima età

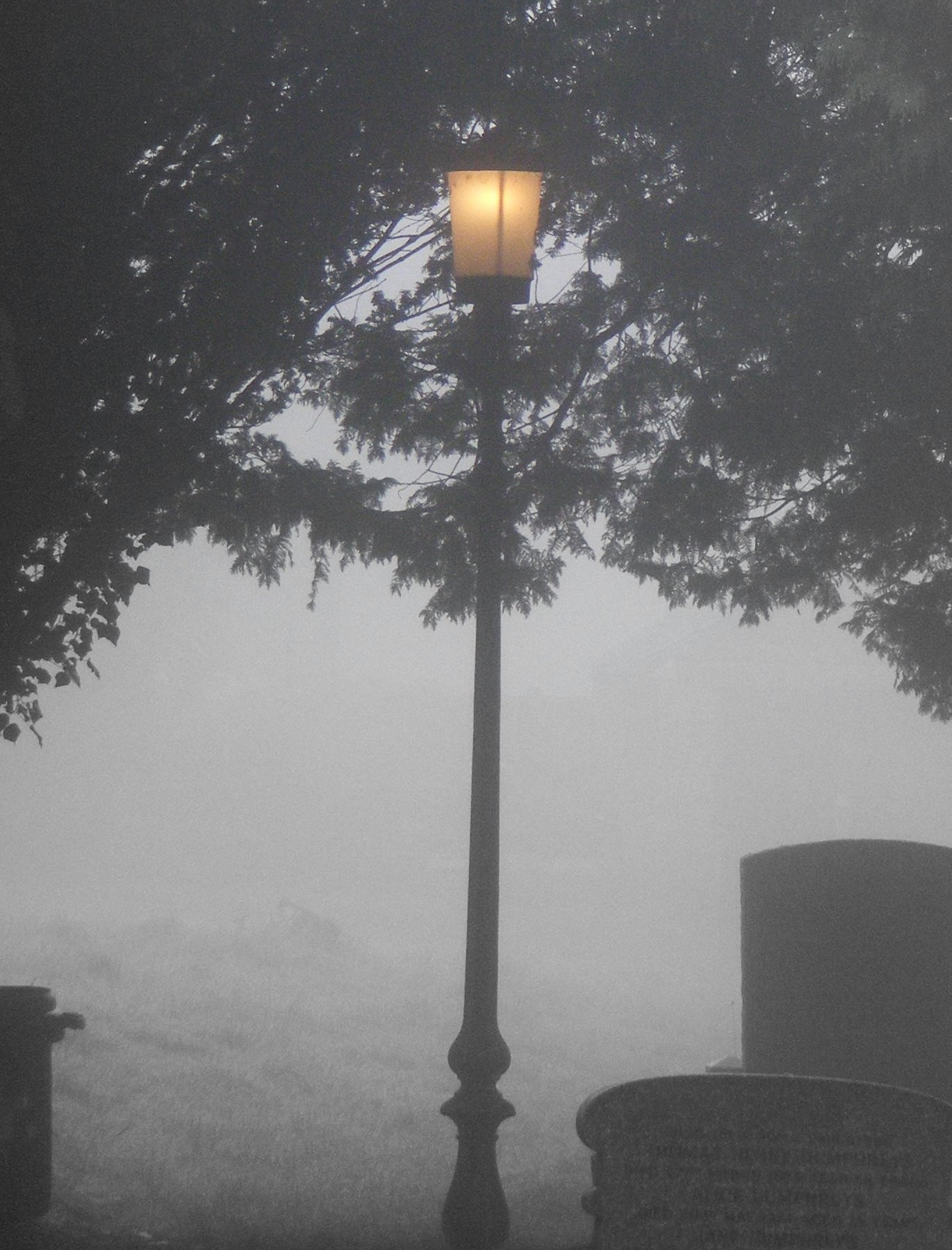
Il Lampione trasportato da Londra

Aslan creò il Mondo tramite una canzone, durante la quale le stelle che stava creando si unirono a lui nel suo canto. Tuttavia, pochi istanti prima della nascita di Narnia, Digory Kirke e Polly Plummer, due ragazzi londinesi, portarono accidentalmente Jadis (la futura Strega Bianca, lo zio Andrew, un tassista londinese e il suo cavallo) nel vuoto che sarebbe diventato Narnia tramite alcuni anelli magici. Per questo motivo, Aslan affidò a Digory il compito di piantare l'Albero della Protezione, poiché le sue azioni avevano portato Jadis nel mondo primordiale. Il cavallo del tassista divenne un Pegaso e portò Digory e Polly nelle terre selvagge dell'Ovest, dove Jadis tentò Digory chiedendogli di rubare una delle mele d'argento per curare sua madre malata. Il tassista, Frank I, divenne il primo re di Narnia insieme a sua moglie Helen, dando così inizio all'Era della Conquista. La terra di Narnia rimase in pace per centinaia di anni dopo la sua creazione, e durante questo periodo iniziò ad espandere la sua influenza nelle terre sconosciute tutt'intorno. Tuttavia, Jadis ritornò nel Regno nell'anno 898 di Narnia, per usurpare il potere per sé stessa. Due anni dopo, emerse vittoriosa e imprigionò l'intera terra nel ghiaccio e nella neve per cento anni, rendendolo sempre invernale. Questo periodo era conosciuto come il "Lungo Inverno".

### Epoca d'Oro

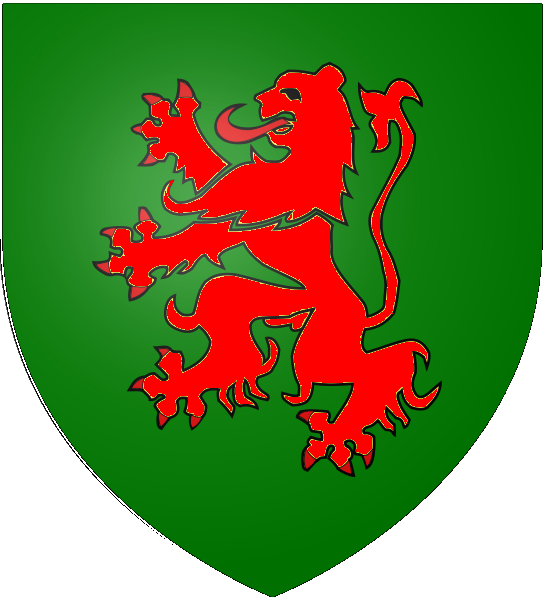
L'emblema dei Vecchi Narniani, ossia i Narniani prima dello sterminio ad opera di Telmar

Quando quattro fratelli di nome Peter, Susan, Edmund e Lucy Pevensie scapparono da Londra durante l'Operazione Leone Marino (Seconda Guerra Mondiale), trovarono la strada per Narnia in un armadio nella stanza degli ospiti del Professore Digory Kirke. In seguito ad una rivolta dei leali Narniani e Prima Battaglia di Beruna, i Pevensie divennero i nuovi monarchi di Narnia. A causa della grande prosperità che Narnia conobbe sotto il loro regno, questo periodo storico fu conosciuto come l'Età dell'Oro di Narnia. L’Età dell’Oro, però, non significava pace assoluta. Il Sommo Re Peter dovette condurre un'incursione contro i Giganti del Nord di nella cosiddetta "Guerra di Ettinsmoor", mentre furono ristabilite le relazioni tra Narnia e il regno confinante di Archenland e fu riaffermata la sua appartenenza all'Impero di Narnia. La regina Susan e il re Edmund si recarono a Tashbaan per stabilire la pace con l'impero di Calormen.
Dopo che Susan rifiutò l'affetto del principe di Calormen e fuggì, egli guidò un'incursione contro Archenland e Narnia, in quella che fu chiamata Guerra di Archenland. L'incursione fu fermata proprio alle porte della capitale di Archenland da un esercito combinato di Narniano e Archenland nella Battaglia di Anvard. Dopo quindici anni dall'incoronazione i Pevensies, durante una battuta di caccia, videro il Lampione e seguendolo si ritrovarono nuovamente nel nostro mondo.

### Epoca Telmarina

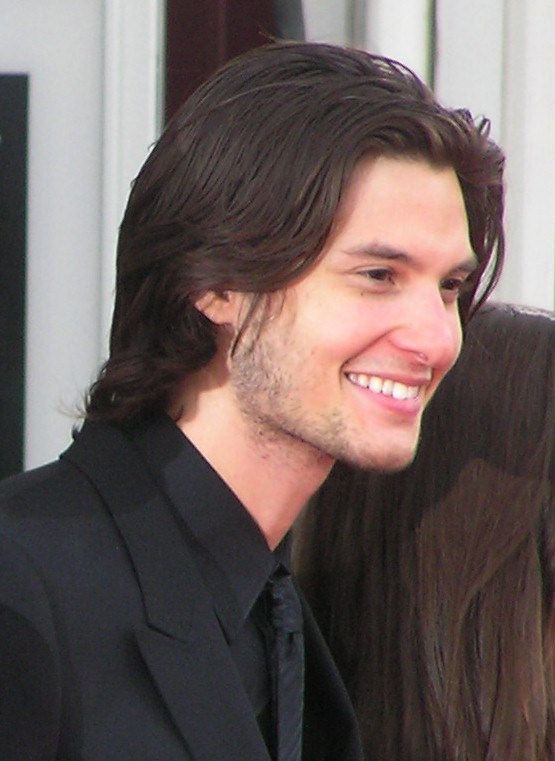
Ben Barnes, l'attore che ha interpretato il Principe Caspian

Emblema del Regno di Telmar

Durante l'Età Oscura di Narnia, il regno cadde in uno stato di lotte per il potere e infine di anarchia fino a quando, molti anni dopo il ritorno dei Pevensie sul loro pianeta natale, un gruppo di persone, di origini misteriose, chiamati Telmarini, emigrarono a Narnia e la rivendicarono come la loro nuova casa.
Il regno di Telmar era stato colpito da una terribile carestia e scoprirono che l'ex Regno di Narnia era una terra abbondante. Caspian I, noto anche come Caspian il Conquistatore, guidò la maggior parte dei Telmarini nella conquista di Narnia, dando così inizio  I Telmarini, però, erano spaventati dalle bestie parlanti che abitavano il paese e credevano che fossero demoni. Per questo motivo li costrinsero a nascondersi nelle foreste. Le bestie di Narnia vissero nascoste per molti anni, chiamandosi gli "Antichi Narniani". Nell'anno 2290, re Miraz di Telmar uccise suo fratello, re Caspian IX, e salì al trono. A suo nipote, Caspian X, fu permesso di vivere perché Miraz non aveva eredi fino a quel momento. Divenuto giovane, la moglie di Miraz diede alla luce un figlio. Ciò significava che Caspian era ora destinato ad un assassinio e fu condannato a essere ucciso. L'insegnante di Caspian, il dottor Cornelius, avvertì Caspian di fuggire e gli diede persino il corno magico della regina Susan, uno strumento utilizzato durante l'Epoca d'Oro dalla regina. Qualche tempo dopo essere fuggito da suo zio, suonò il corno, che riportò i Pevensie a Narnia dopo tredici secoli. Dopo esser stato incoronato dagli Antichi Narniani, Caspian promise che li avrebbe aiutati a riconquistare il loro paese, dando inizio ad una rivoluzione. Dopo diverse battaglie, le due parti (gli Antichi Narniani contro i Telmarini-Narniani) si affrontarono nella Seconda Battaglia di Beruna. Mentre i Narniani erano in inferiorità numerica, Aslan tornò e risvegliò gli alberi e il Dio del Fiume per aiutarli. La sconfitta dell'esercito Telmarino segnò la fine di Telmar e della sua dominazione su Narnia. Aslan in seguito disse ai Telmarini che i loro antenati una volta erano pirati della Terra, che avevano trovato la strada per Narnia tramite un portale su un'isola. Offrì così a tutti i Telmarini che desideravano andarsene la possibilità di tornare sulla Terra. Mentre molti Telmarini scelsero di restare. Ciò segnò l'inizio del regno di Caspian X.

### Regno di Caspian X
Caspian, un tempo, promise ad Aslan di trovare i Sette Lord di Telmar, i quali erano principi che non avevano sostenuto Miraz quando usurpò il trono di Telmar e furono mandati in esilio su una nave nel Grande Oceano Orientale, in modo che non lo disturbassero. Per svolgere il suo compito, Caspian ordinò la ricostruzione di una marina narniana, poiché la vecchia marina non era stata utilizzata da prima della conquista dei Telmarini, e fino ad allora i Telmarini avevano sempre avuto paura del mare per cui non avevano investito nel settore. Una delle nuove navi, l'"Alba", venne scelta come ammiraglia ed utilizzata per il viaggio. Durante il viaggio, Caspian si riunì con Edmund e Lucy Pevensie, così come con il loro cugino Eustace Scrubb, che erano stati trascinati dal loro mondo a Narnia tramite un quadro. L'equipaggio ha trovato tutti e sette i signori, due dei quali erano già morti. Questo viaggio fece guadagnare a Caspian anche i soprannomi di Il Navigatore e Il Marittimo, oltre al controllo di nuovi territori d'oltremare.
Nell'anno 2310, Caspian sposò la figlia di una stella e lei divenne la successiva regina di Narnia. Quindici anni dopo, diede alla luce il loro figlio, Rilian. Nell'anno 2345 fu uccisa da una strega sotto forma di serpente. Rilian divenne determinato a vendicare sua madre e tornò costantemente nel luogo in cui sua madre morì, per trovare e uccidere il serpente. Durante uno di questi periodi, fu catturato dalla strega e portato nel Mondo di Sotto, un mondo sotto la superficie di Narnia.
Nell'anno 2356, Caspian cadde in una profonda depressione per la perdita di sua moglie e suo figlio. In questo periodo, Eustace tornò a Narnia con la sua amica Jill Pole. Aslan apparve a entrambi e disse loro che dovevano trovare Rilian prima che Caspian morisse. Allora essi viaggiarono negli mondo di sotto, dove trovarono Rilian sotto il controllo della Strega Verde. Lo aiutarono a rompere l'incantesimo e Rilian uccise la strega quando divenne di nuovo un serpente. Restituirono Rilian in tempo perché Caspian potesse abbracciare suo figlio prima che morisse. Rilian divenne re dopo la morte di suo padre, dando così inizio ad una nuova era.

### Ultima età e distruzione

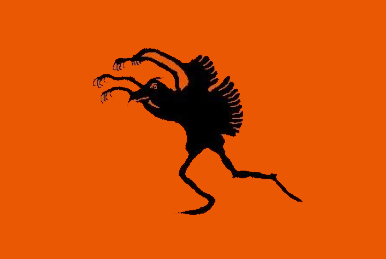
La bandiera di Calormen

Il mondo di Narnia fu definitivamente distrutto circa duecento anni dopo, durante il regno di re Tirian, figlio di re Erlian e settimo discendente di Rilian. Erlian morì per le ferite riportate in battaglia difendendo le torri di guardia del suo defunto padre costruite contro i ribelli della Pianura della Lanterna. Gli stessi furono sconfitti da Tirian, ma questa sarebbe stata l'ultima vittoria che Narnia avrebbe conosciuto. Gli eventi che culminarono nella sua distruzione iniziarono a causa di una scimmia parlante di nome Shift, che aveva architettato un'elaborata cospirazione, nel tentativo egoistico di "modernizzare" il Regno di Narnia a suo piacimento. Vestendo un asino con la pelle di un leone e sostenendo che fosse Aslan, Shift iniziò di nascosto a guadagnare il controllo della parte occidentale del paese, costringendo gli abitanti a eseguire i suoi ordini nel Nome del Leone. Prese quindi contatto con l'attuale regime di Calormen, invitando l'impero ad approfittare della situazione e a realizzare il loro obiettivo secolare di conquistare Narnia. Un piccolo gruppo di soldati al comando del capitano Rishda Tarkaan fu presto inviato e, quando re Tirian venne a conoscenza dei piani traditori della scimmia, la conquista da parte di Calormen era ormai imminente. Con l'aiuto di Eustace e Jill (che arrivarono in tempo per salvare il re dalla cattura), Tirian tentò di radunare i Narniani e scacciare gli invasori, ma grazie all'effetto divisorio che il falso Aslan aveva avuto sulla popolazione, e il simultaneo e dopo la caduta di Cair Paravel ad opera della flotta di Calormen, i suoi sforzi non ebbero successo. Tirian e i suoi rimanenti sostenitori furono infine costretti a un'ultima resistenza contro l'esercito di Rishda nella Battaglia del Colle della Stalla Tuttavia, prima che Calormen potesse completare la sua conquista, Aslan proclamò la fine del mondo di Narnia e lo distrusse, richiamando a sé tutti i suoi abitanti. Tutte le creature di Narnia che erano state fedeli ad Aslan furono portate con lui nella sua terra, chiamata il Paese di Aslan, dove incontrarono persone precedenti che erano vissute e morte. Il Paese di Aslan era più grande e migliore della "Vecchia Narnia, perché era quella vera, mentre la 'Vecchia Narnia' era semplicemente una copia della 'Nuova Narnia'".

## Governo

### Assetto istituzionale
Retto da una monarchia costituzionale la cui corona fu detenuta originariamente dalla dinastia di Frank, il regno si estendeva pressoché sulla totalità della Narnia centrale arrivando a comprendere, a partire dal 302, anche l'arcipelago delle Isole Solitarie; confinava (nel 1000) con Ettinsmoor a nord, con il Grande Mare Orientale ad est, con Archenland a sud e con Telmar ad ovest.
Durante la sua esistenza si succedettero più di cento sovrani e si alternarono periodi politicamente diversi tra loro: l'età della conquista, il Lungo Inverno, l'età d'oro, l'epoca oscura, l'età telmarina, l'età dell'esplorazione e il tardo evo.

### Amministrazione
Dalla nascita del regno, il territorio non venne mai diviso in province. Tuttavia, per nomina regia, potevano essere assunti differenti titoli e di conseguenza l'autorità su diverse aree del regno. Ad esempio, re Edmund Pevensie, con la sua incoronazione, ottenne i titoli di duca della Piana della Lanterna e Conte della Marca Occidentale. Sotto la dominazione Telmarina, si presume che Narnia sia stata divisa in governatorati in quanto nelle principali città risiedevano dei lord/governatori.

### Cronologia dei re
| Casa di Frank ed Helen |                                  |         |                                                                                          |
| Frank I                | Il primo re                      | 0-50    | Primi re, giunti da Londra tramite un portale                                            |
| Frank II               | -                                | 50-85   | -                                                                                        |
| Frank III              | -                                | 85-120  | -                                                                                        |
| Frank IV               | -                                | 120-155 | -                                                                                        |
| Frank V                | -                                | 155-190 | Padre del principe Col, futuro re di Archenland                                          |
| Altri re minori        | vari                             | 190-300 |                                                                                          |
| Swanwhite              | La meravigliosa                  | 300-302 | -                                                                                        |
| Gale                   | Imperatore delle Isole Solitarie | 302-325 | Uccisione del drago delle Isole Solitarie, incoronazione come imperatore dell'arcipelago |
| -                      | -                                | 325-900 | Ultimo erede successore di Frank probabilmente assassinato dalla Strega Bianca           |

| Casa di Charn | |          | |
| Jadis         | Sua maestà imperiale, Regina di Narnia, Castellana di Cair Paravel, Imperatrice delle Isole Solitarie | 900-1000 | Inizio del lungo inverno Narniano - Costruzione del Castello del Nord - Istituzione di un corpo di polizia segreta - Divieto del Natale e del sistema giudiziario - Soppressione di ogni oppositore politico |

| Casa dei Pevensie |              |           |                                 |
| Peter Pevensie    | Il Magnifico | 1000-1015 | Conquista di Ettinsmoor         |
| Susan Pevensie    | La Gentile   | 1000-1015 | Missione diplomatica a Calormen |
| Edmund Pevensie   | Il Giusto    | 1000-1015 | Battaglia di Anvard             |
| Lucy Pevensie     | La Valorosa  | 1000-1015 | Battaglia di Anvard             |

| Era oscura                                  |         |                 |                                                                    |
| Re dell'Alta Era Oscura                     | vari    | 1015-1502       | dispute fra varie dinastie                                         |
| Swanwhite II                                | nessuno | intorno al 1502 | -                                                                  |
| Vari animali parlanti come guide specifiche | vari    | ca. 1502-1998   | il regno crolla in Anarchia a causa delle continue lotte di potere |

| Dinastia Telmarina   |                                         |           | |
| Caspian I            | Il conquistatore                        | 1998-2035 | Re di Telmar, guida il popolo Telmarino verso Narnia a causa di una grave carestia |
| Caspian II           | -                                       | 2035-2070 | - |
| Caspian III          | -                                       | 2070-2105 | - |
| Caspian IV           | -                                       | 2105-2140 | - |
| Caspian V            | -                                       | 2140-2175 | - |
| Caspian VI           | -                                       | 2175-2210 | Costruisce il Castello di Destro, nuova capitale del regno |
| Caspian VII          | -                                       | 2210-2245 | - |
| Caspian VIII         | -                                       | 2245-2280 | - |
| Caspian IX           | -                                       | 2280-2290 | Assassinato da Miraz |
| Moglie di Caspian IX | -                                       | 2290      | morta per cause sconosciute |
| Miraz                | Lord Protettore (de iure), l'Usurpatore | 2290-2303 | Guerra contro la Nuova Resistenza Narniana sfociata nella Seconda Battaglia di Beruna |
| Caspian X            | Il navigatore                           | 2303-2356 | - Abrogazione delle leggi precedenti - Istituzione di un consiglio privato - Nomina di funzionari regi - Alleanza con Archenland e Telmar - Conquista di Ettinsmoor - Creazione di una nuova flotta narniana |

| Dinastia di Caspian   |                           |             |                                                      |
| Rilian                | Il disincantato           | 2356 - 2385 | -                                                    |
| discendenti di Rilian | -                         | 2385 - 2510 | -                                                    |
| Erlian                | difensore della sicurezza | 2510 - 2540 | morto per ferite di battaglia                        |
| Tirian                | L'ultimo re               | 2540 - 2555 | la fine del suo regno coincide con la fine del mondo |

## Società
Gli abitanti di Narnia si distinguono in numerose razze, tra le quali:
- Umani
- Animali parlanti
- Elfi
- Gnomi
- Centauri
- Giganti
- Fauni
- Satiri
- Naiadi

## Economia
Il cuore economico del paese è incentrato sul Grande Fiume, che attraversa il paese da nord-ovest lungo un percorso da est a sud-est fino all'Oceano Orientale. Durante tutto periodo reale (ad eccezione dei periodi di Anarchia)  Narnia conobbe un costante periodo si sviluppo economico, nonostante le diverse crisi e guerre.
Con la battaglia di Beruna e la morte della regina Jadis, Narnia tornò gradualmente al suo antico splendore eguagliando persino la situazione sotto la dinastia dei Frank, dando il via alla cosiddetta "Epoca d'oro" sotto la corona dei Pevensie. L'ascesa al trono dei fratelli portò alla diminuzione dei contrasti interni fra gli abitanti in tutto il reame, oltre al boom economico dovuto alla fine del Lungo Inverno. Durante quest'età, Narnia riuscì a svilupparsi fortemente come avrebbe voluto e si qualificò nuovamente come grande potenza dopo l'impero di Calormen.
Dopo l'unificazione, Narnia aveva una società prevalentemente agricola grazie ai numerosi fiumi e alle grandi pianure, anche se la massima attenzione posta nella politica estera e militare alla fine del Lungo Inverno portò alla progressiva diminuzione dell'agricoltura.
Durante la dominazione telmarina, enormi somme di denaro furono investite in nuove conquiste tecnologiche, in particolare nella tecnologia militare e agricola. Ingenti somme di denaro vennero ad ogni modo investite anche in progetti ambiziosi come ad esempio la costruzione di diversi ponti nel Guado di Beruna. Sulla stessa scia si pose lo sviluppo per l'ammodernamento dei campi agricoli come la costruzione di mulini a vento. Sempre sotto la Dinastia di Caspian, si ebbe una forte urbanizzazione dei territori narniani.
Dal 2303 in poi, Narnia investì molto nello sviluppo della marina e di una rete mercantile, infatti durante l'Età delle Esplorazioni la rete di collegamenti marittimi esistente nel Grande Oceano Orientale era già più che raddoppiata.

## Forze armate

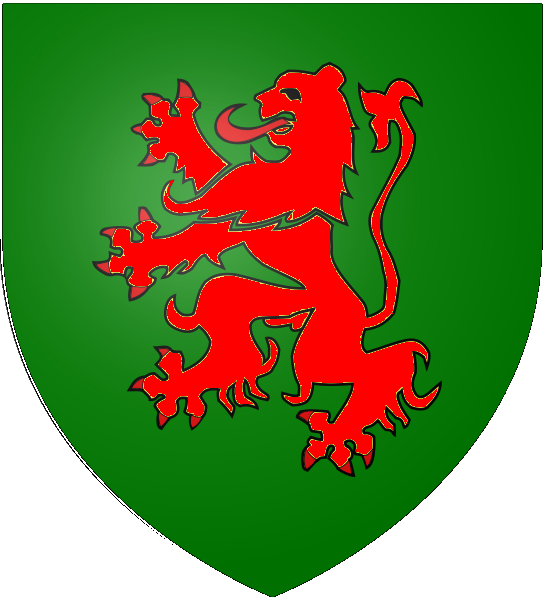
Emblema militare

I Re di Narnia furono comandanti in capo dell'esercito dal 1 al 1998 e dal 2303 al 2500. Il monarca aveva ampi poteri sull'esercito ed i consiglieri venivano regolarmente consultati in materia. Il re aveva il diritto di determinare la forza e le guarnigioni in servizio, di dare ordine di costruire fortezze e di assicurare l'organizzazione, il comando le qualifiche dei comandanti.
Il grado militare più alto nell'esercito narniano fu quello di Generale, che ottennerro Peter Pevensie, Susan Pevensie, Edmund Pevensie e Lucy Pevensie prima di diventare sovrani.
Le forze armate del regno erano divise nei seguenti rami:
- Fanteria: formata da uomini, tassi, orsi, castori, cinghiali, centauri, ghepardi, fauni, cani, volpi. gorilla, lepri, leoni, topi, naiadi, pantere, nani, satiri.
- Cavalleria: formata da cavalli, Pegaso, rinoceronti, cervi, unicorni.
- Aviazione: Grifoni, fenici, aquile

### Prima battaglia di Beruna
Negli ultimi mesi del Lungo Inverno, Aslan organizzò un esercito di creature ribelli al dominio della strega provenienti da tutta Narnia e pose l'accampamento presso il Guado di Beruna. In occasione della battaglia, l'esercito si scierò su un campo collinare ed erboso. Nonostante la netta inferiorità rispetto all'esercito della Strega Bianca, il generale narniano Otmin ordinò una carica frontale che diede inizio alla battaglia. Grazie al supporto aereo dei narniani, le file nemiche vennero ridotte nettamente. Quando Jadis ordinò una seconda ondata d'attacco, il generale Peter Pevensie ordinl una ritirata strategica presso un corridoio stretto fra le rocce dov'erano appostati gli arcieri narniani. Nonostante ciò l'esercito narniano era al collasso ma grazie all'arrivo dei rinforzi di Aslan, Susan Pevensie e Lucy Pevensie e alla morte della strega, l'esercito nemico si ritirò.

### Battaglia di Anvard
La battaglia fu un attacco a sorpresa contro le forze di Archenland ad Anvard da parte di Rabadash, principe di Calormen. Tuttavia, grazie al tempestivo avvertimento del principe Cor, re Lune fu in grado di stabilire difese moderate sul castello. Il principe mandò inoltre un messaggio ai Narniani a Cair Paravel. Re Edmund, la regina Lucy e Lord Peridan cavalcarono alla testa di una colonna di soccorso in aiuto di Anvard composta da:
- Una compagnia di cavalleria pesante
- Una compagnia di Fanteria
- Due squadre di felini
- Due squadre di giganti

Rabadash assaltò il castello subito dopo il tramonto del primo giorno di battaglia. Tuttavia, con le porte chiuse e gli arcieri sui bastioni, si ritirò al mattino presto. Quindi costruì un ariete con gli alberi delle foreste vicine e iniziò un assalto al cancello principale.
A metà mattinata, la colonna di soccorso di Narnia arrivò oltre il passo e si ritrovò alle spalle di Rabadash. I felini attaccarono sul fianco sinistro, uccidendo rapidamente la maggior parte delle cavalcature calormeniane. Tuttavia, Rabadash riformò una linea di circa cento cavalieri e caricò la linea di Narnia. Uscendo dal cancello, espose le sue spalle all'attacco dal castello. Lune e i cavalieri a cavallo di Archenland partirono da Anvard. Nel frattempo, i giganti si gettarono sul fianco destro di Rabadash mentre i felini si avvicinavano alla sua sinistra. Circondato, Rabadash non aveva alcuna possibilità. In pochi minuti l'intero esercito fu annientato.

### Seconda Battaglia di Beruna
Nell'anno 2303, l'esercito narniano si schierò a Beruna contro l'esercito telmarino. Nonostante si fosse stabilito il vincitore tramite un duello fra re Miraz e Peter Pevensie, con la morte del sovrano telmarino Lord Gregoire e Sopespian attaccarono battaglia contro i narniani. L'esercito subì il fuoco pesante delle catapulte nemiche ed un pesante attacco di cavalleria, ma si oppose facendo collassare il terreno grazie ad una rete di gallerie costruite nel sottosuolo. Dopo uno scontro molto pesante, l'esercito telmarino batté in ritirata ma fu annientato dal Dio del Grande Fiume che sterminò le truppe rimanenti.

## Politica estera
La politica estera narniana ha subito determinate variazioni nel corso degli anni. La prima volta che la corona si è imposta all'estero è stata con la risposta di re Gale alla richiesta di aiuto degli abitanti delle Isole Solitarie per l'uccisione del drago.  Da quel momento, l'influenza di Cair Paravel si è diffusa nel Grande Oceano Orientale, arrivando a colonizzare altre isole. Durante il Lungo Inverno, le potenze straniere hanno isolato Narnia per paura della potente magia e delle creature presenti nel Regno, deterrente utilizzato dalla regina Jadis per poter governare indisturbata. Da sempre, la corona ha stabilito rapporti di buon vicinato con Archenland, divenendo sua principale alleata ed arrivando anche a difenderla militarmente durante l'invasione calormeniana ad opera del principe Rabadash. Durante l'epoca telmarina, per lo scarso interesse riposto nel mare, tutti i rapporti con l'oceano sono andati perduti. Con la caduta di Telmar, il regno venne reso uno stato cliente di Narnia ed i giganti di Ettinsmoor sono stati sottomessi e vassallizzati. In generale, durante tutte le epoche i rapporti con Calormen sono stati molti complessi a causa della politica imperialista di quest'ultimo.

## Simboli di Narnia

Bandiere di Narnia
Prima bandiera della corona narniana
Bandiera del Regno di Telmar
Bandiera narniana della nuova dinastia

La simbologia reale di Narnia ruota attorno al leone, ossia Aslan. Esso infatti è venerato dai narniani in quanto creatore del mondo e protettore del regno. La bandiera di Narnia (come il suo gonfalone militare) presenta uno sfondo verde, simbolo della sua natura incontaminata, con al centro un leone rosso, uno dei colori reali insieme al giallo. Questa bandiera viene adottata dalla creazione del regno fino alla conquista telmarina avvenuta ad opera di Caspian I. Durante il periodo telmarino, durato 305 anni, vennero adottati bandiera e gonfalone di Telmar, raffiguranti un'aquila nera su sfondo arancione. Con lo sviluppo di gruppi di ribelli narniani, molti di questi decisero di identificarsi con la vecchia bandiera narniana cambiando però il colore del leone sostituendolo con il giallo. Con la cacciata dei telmarini, questa bandiera venne adottata come nuovo vessillo ufficiale da Caspian X ed alzata sulla capitale Cair Paravel. Con la conquista di Ettinsmoor e l'esplorazione marittima avvenuta durante Il viaggio del veliero, lo stendardo venne diffuso nel mondo e venne adottato anche da Telmar in qualità di stato cliente del regno di Narnia.